# Sweeney Todd - Il diabolico barbiere di Fleet Street (romanzo)
Sweeney Todd - Il diabolico barbiere di Fleet Street (The String of Pearls) è un romanzo horror pubblicato per la prima volta come penny dreadful dal 1846 al 1847. Il principale antagonista della storia è Sweeney Todd, che in quest'opera fa il suo debutto letterario. Da questo personaggio deriva uno dei titoli alternativi, in lingua originale, del romanzo: Sweeney Todd, the Demon Barber of Fleet Street. L'altro titolo alternativo del racconto è The Gift of The Sailor.

## Trama
La storia è ambientata nella Londra del 1785. La trama riguarda la strana scomparsa di un marinaio, il tenente Thornhill, visto per l'ultima volta entrare nella bottega del barbiere Sweeney Todd, in Fleet Street. Thornhill stava portando in dono una collana di perle a una ragazza di nome Johanna Oakley per conto del suo amante scomparso, Mark Ingestrie, che si presume si sia perso nel mare. Un amico di Thornhill, il colonnello Jeffrey, viene avvisato della scomparsa di quest'ultimo dal suo fedele cane, Hector, e inizia a indagare. Viene raggiunto da Johanna, che vuole sapere cosa sia successo a Mark.
I sospetti di Johanna sul coinvolgimento del barbiere la portano al disperato espediente di travestirsi da ragazzo, così da andare a lavorare per Sweeney Todd dopo che il suo ultimo assistente, un giovane di nome Tobias Ragg, è stato messo in un manicomio per aver accusato Todd di essere un assassino.
In seguito, dopo che Todd ha smembrato i corpi dei suoi clienti, uccisi in precedenza per sgozzamento, il suo braccio destro, la pasticciera Mrs. Lovett, ne crea dei tortini di carne. Mentre i corpi bruciano nel forno, si sente un terribile odore provenire dal camino della pasticceria.
Alla fine, l'intera attività del barbiere viene scoperta quando i resti smembrati di centinaia delle sue vittime vengono ritrovati in una cripta sotto la chiesa di San Dunstano.
Nel frattempo, Mark, che era stato imprigionato nello scantinato della pasticceria e messo a lavorare come cuoco, scappa attraverso l'ascensore usato per portare le torte dallo scantinato alla pasticceria. Arrivato nel locale, avverte i clienti che i tortini che stanno mangiando sono fatti di carne umana.
Mrs. Lovett viene infine avvelenata da Sweeney Todd, il quale viene successivamente arrestato e impiccato. Il romanzo termina con il matrimonio di Johanna e Mark.

## Storia editoriale
Il romanzo è stato per la prima volta pubblicato settimanalmente in diciotto parti con il titolo The String of Pearls: A Romance, nel The People's Periodical and Family Library di Edward Lloyd, numeri 7–24, dal 21 novembre 1846 al 20 marzo 1847. È stato a lungo attribuito a Thomas Peckett Perst, ma più recentemente è stato attribuito a James Malcolm Rymer.  La storia fu poi pubblicata in forma di libro nel 1850 come The String of Pearls; or, The Barber of Fleet Street: A Domestic Romance. Questa versione ampliata della storia era lunga 732 pagine e la sua conclusione differisce notevolmente da quella della pubblicazione seriale originale: Todd fugge dalla prigione dopo essere stato condannato a morte ma, dopo molte altre avventure, viene ucciso mentre fugge dalle autorità. Negli anni successivi ci furono molti adattamenti letterari, teatrali e cinematografici che ribattezzarono, ampliarono ulteriormente e spesso alterarono drasticamente la storia originale.
Un'edizione accademica e commentata del romanzo è stata pubblicata nel 2007 dalla Oxford University Press con il titolo di Sweeney Todd: The Demon Barber of Fleet Street, a cura di Robert Mack.
In Italia viene pubblicato per la prima volta nel 2008 dalla Newton Compton, con il titolo di Sweeney Todd - Il diabolico barbiere di Fleet Street.

## Temi
I penny dreadful erano spesso scritti con noncuranza, e contenevano temi splatter e violenti. In questo, Sweeney Todd non è da meno. Il suo stile di scrittura lo rende un perfetto esempio di penny dreadful, con un soggetto sensazionalistico e violento che gioca sui timori del lettore. Il successo di queste storie risiede nella reazione istintiva che il pubblico ha nei loro confronti. Temi come omicidio e cannibalismo spaventano e attraggono le persone in egual misura, e portano le storie al successo. Essendo un tale tabù, il tema del cannibalismo contribuisce molto al tono horror del racconto.
L'industrializzazione è un tema importante per lo svolgimento della storia così com'è stata pubblicata negli anni '40 del XIX secolo, nel bel mezzo della rivoluzione industriale. Sweeney Todd possiede una bottega da barbiere nel mezzo di uno dei centri industriali più attivi della crescente città di Londra. L'ascesa dell'industrialismo ha provocato un aumento dei tassi di criminalità. L'aumento del crimine è stato immensamente influente nel romanzo di Sweeney Todd e in altre penny dreadful.

## Contesto storico
Anche se non si conosce con certezza l'autore del racconto originale di Sweeney Todd pubblicato come penny dreadful, ci sono molte teorie riguardanti le sue influenze. Nel periodo vittoriano, quando questa storia fu scritta per la prima volta, un mestiere comune era quello del cerusico, ossia barbieri che attraverso l'apprendistato, e non attraverso un percorso di studi scolastico, ottenevano la qualifica di medici chirurghi. Si dice che davanti al posto di lavoro dei cerusici fosse presente un palo rosso e bianco (molto simile a quello davanti alla bottega di Sweeney Todd), a simboleggiare il sangue e i tovaglioli usati durante i salassi. Nel 1745, la chirurgia divenne una professione ben definita, e il ruolo del barbiere venne ufficialmente separato da quello del chirurgo da Giorgio II.

## Adattamenti teatrali e cinematografici
Il racconto di Sweeney Todd ha avuto svariati adattamenti nel corso degli anni:
- The String of Pearls; or, The Fiend of Fleet Street - dramma teatrale del 1847 di George Dibdin Pitt[5]
- Sweeney Todd - film del 1926 diretto da George Dewhurst
- Sweeney Todd - film del 1928 diretto da Walter West
- Sweeney Todd: The Demon Barber of Fleet Street - film del 1936 diretto da George King[6]
- Macellai - film del 1970 diretto da Andy Milligan
- Sweeney Todd, The Demon Barber of Fleet Street - dramma teatrale del 1973 di Christopher Godfrey Bond[7]
- Sweeney Todd: The Demon Barber of Fleet Street - musical del 1979 di Stephen Sondheim e Hugh Wheeler
- La bottega degli orrori di Sweeney Todd - film TV del 1997 diretto da John Schlesinger[8]
- Sweeney Todd - film TV del 2006 diretto da Dave Moore
- Sweeney Todd - Il diabolico barbiere di Fleet Street - film del 2007 diretto da Tim Burton